# Culture jamming
Culture jamming (polskie odpowiedniki to „zagłuszanie fal kultury” czy „zagłuszanie kultury”) – indywidualistyczna postawa odwrotu od wszelkich form mentalności stadnej – włączając w to wszelkie ruchy kulturowe, polityczne czy społeczne. Z definicji culture jamming nie jest więc traktowane jako ruch. Zjawisko culture jamming trudno zdefiniowiać zarówno w odniesieniu do jakiegoś specyficznego politycznego stanowiska czy przekazu, jak i w odniesieniu do stanowiska czy przekazu kulturowego. Za wspólny wątek łączący różnorodne zjawiska culture jamming uznać można pragnienie wyśmiania czy zażartowania z homogenicznej natury kultury popularnej, często z użyciem niekonwencjonalnych form komunikacji czy interwencji w publiczne wydarzenia oraz w usankcjonowany dyskurs (guerilla communication).
Culture jamming może być zdefiniowane jako ruch artystyczny, aczkolwiek również taka definicja nie obejmuje całego spektrum działań określanych tym terminem. Culture jamming charakteryzowane jest często jako forma działalności publicznej, będącej w opozycji do komercjalizmu oraz wszelkiej idei kreowania kultury korporacyjnej. Powyższa definicja jest jednak również zbyt wąska, aby objąć wszystkie działania określane jako culture jamming (definicja ta bardziej pasuje do zjawiska określanego jako subvertising). 
Culture jamming czasem wymaga transformacji mass mediów, aby ich własnymi środkami komunikacji w ironiczny bądź satyryczny sposób skomentować sposób ich działania.
Do celów culture jammingu zaliczyć można:
- "Dobry ubaw" (i zachęcanie do tego innych) kosztem dominujących nurtów społecznych – zdaniem culture jammerów wielu z ich dostawców bierze siebie zbyt poważnie. Nawet sami culture jammerzy mogą się stać ofiarą „zakłócania”, jeśli ich działania stają się równie zinstytucjonalizowane i pozbawione humoru jak oryginalne obiekty zainteresowania culture jammingu.
- Rozbudzenie poczucia fascynacji najbliższym środowiskiem życia zainspirowane przez zamierzoną dwuznaczność technik culture jammingu, które w założeniu mają pobudzać zdolność do samorefleksji i niezależnego myślenia.
- Ukazywać sprzeczności między wizerunkami ikonicznymi, praktykami lub postawami, a realiami bądź postrzeganym jako negatywny aspektem danego przedmiotu, który stanowi obiekt zakłócania. Działania takie wykonywane są często w sferze symbolicznej, dzięki „przechwytywaniu” („detournement”) elementów popularnej ikonografii.

„Przechwytywanie” funkcjonuje tu jako termin określający artystyczne, bądź społeczne działanie w którym wykorzystuje się te same środki, fragmenty bądź elementy ikonografii przedmiotu, dzieła sztuki, aby wytworzyć nowe dzieło, przedmiot, którego znaczenie często stoi w opozycji do znaczenia oryginału. Terminu „przechwytywanie” w podobnym znaczeniu używali członkowie Międzynarodówki Sytuacjonistycznej. Guy Debord, który nazywał "przechwytywanie" „płynnym językiem antyideologii” tak pisał o tej praktyce:
„Przechwytywanie to przeciwieństwo cytowania, powoływania się na teoretyczny autorytet, który ulega nieuchronnie zafałszowaniu z chwilą, gdy przekształca się w cytat: fragment wyrwany z kontekstu, unieruchomiony, oddzielony od swej epoki – globalnego układu odniesienia – i od konkretnego stanowiska, trafnego lub błędnego, jakie zajmował względem tego odniesienia. (...) Przejawia się w komunikacji świadomej tego, że sama w sobie nie zawiera żadnej gwarancji, zwłaszcza ostatecznej.”
- Prowokowanie do zaangażowania obywatelskiego oraz nawiązywania więzi społecznych.

Intecje culture jammerów można odróżnić (choć czasami intencje się pokrywają) od artystycznego przywłaszczenia (które odbywa się dla celów stricte artystycznych) oraz od wandalizmu (w przypadku, którego głównym zamiarem jest niszczenie), choć efekty działań wszystkich trzech aktywności są często trudne do odróżnienia. Niektóre prace street artowe bądź inne działania można zaliczyć do dwóch, a nawet trzech z powyższych kategorii.

## Lista "zagłuszających" polskich artystów i grup artystycznych
- Tomasz Bajer (artysta)
- Kolektyw Pif-paf
- Radykalna Akcja Twórcza